# Pyrrhocoma
Pyrrhocoma is een geslacht van zangvogels uit de familie Thraupidae (tangaren).

## Soorten
Het geslacht kent de volgende soort:
- Pyrrhocoma ruficeps (Kastanjekoptangare)